# Hidrohlorotiazid
Hidrohlorotiazid (HCTZ, HCT, HZT) je diuretik i tiazidne klase koji deluje putem inhibicije sposobnosti bubrega da zadržavaju vodu. Time se redukuju zapremina krvi, umanjuje povratak krvi u srce i time srčani izlaz i smatra se da je putem drugih mehanizama ima sposobnost snižavanja perifernog vaskularnog otpora.  Hidrohlorotiazid je diuretik koji pošteđuje kalcijum, tako da može da pomogne telu da izgubi suvišnu vodu bez gubitka kalcijuma.

## Delovanje
On je umereni diuretik i dovodi do izlučivanja 5-10% filtriranog natrijuma. Inhibirajući reapsorpciju natrijuma u distalnim bubrežnim tubulima hidrohlorotiazid povećava izlučivanje natrijuma i vode. Takođe ubrzava protok tubularne tečnosti s elektrolitima distalno do mesta izlučivanja vodonika i kalijuma. Zbog smanjenja plazmatske zapremine povećava se izlučivanje aldosterona što povećava reapsorpciju natrijuma te gubitak kalijuma i vodonika. Nakon peroralne primene hidrohlorotiazida, diureza nastupa tokom 2 sata, dostiže maksimum nakon 4 sata i traje oko 6 do 12 sati.

## Primena
On se malo kad koristi samostalno, ali se zato vrlo često kombinuje s brojnim antihipertenzivnim lekovima kao što su ACE inhibitori, ATII inhibitori, beta-blokatori, a koristi se i u kombinaciji s diureticima koji štede kalijum (amilorid, triamteren). Naime, hidrohlorotiazid dovodi do povećanog gubitka kalijuma, pa stoga može izazvati opasnu hipokalemiju. Ali, u kombinaciji s diureticima koji pošteđuju kalijum, amiloridom i triamterenom takav učinak na koncentraciju kalijuma znatno se ublažava. Takođe, ACE inhibitori povećavaju serumski kalijum, pa kombinacija s hidrohlorotiazidom dovodi do uravnoteženja koncentracije kalijumovih jona u serumu. Njegova definisana dnevna doza iznosi 25 mg, ali u kombinacijama s drugim antihipertenzivnim lekovima dolazi u manjim dozama.

## Nuspojave
Najčešće moguće nuspojave hidrohlorotiazida su slabost, hipotenzija, neravnoteža elektrolita, hipokalemija, hiperglikemija, hiperuricemija, impotencija, pankreatitis, vrtoglavica, zatajenje bubrega, intersticijski nefritis, eritema multiforme te mišićni spazam.

## Spoljašnje veze
- Informacije o leku
- Hidrohlorotiazid

|  | Molimo Vas, obratite pažnju na važno upozorenje u vezi sa temama iz oblasti medicine (zdravlja). |